# Astragalus xanthomeloides
Astragalus xanthomeloides là một loài thực vật có hoa trong họ Đậu. Loài này được Korovin & Popov miêu tả khoa học đầu tiên.